# Il pericolo di essere liberi
Il pericolo di essere liberi è un album del gruppo vocale italiano Aram Quartet, pubblicato nel 2009 dalla Dischi Ricordi.

## Tracce
1. Il pericolo è il mio mestiere
2. Oggi voglio bene al mondo
3. Licenza per uccidere
4. L'amore tutto può
5. Il futuro non è più quello di una volta
6. È già domenica
7. Rita non ha pietà
8. Troppo bella per me
9. Come quando fuori piove
10. 100 favole fa
11. Conto fino a tre
12. Lettera dal fronte

## Classifiche
| Classifica (2009)         | Posizione più alta |
| ------------------------- | ------------------ |
| Italian FIMI Albums Chart | 27                 |